# Cossura bansei
Cossura bansei är en ringmaskart som beskrevs av Hilbig in Blake, Hilbig och Scott 1996. Cossura bansei ingår i släktet Cossura och familjen Cossuridae. Inga underarter finns listade i Catalogue of Life.